# Rupert Wildt
Rupert Wildt (* 25. Juni 1905 in München; † 9. Januar 1976 in Orleans, Massachusetts) war deutschamerikanischer Astronom. Er erklärte erstmals den Energietransport in der Sonne.

## Leben
Wildt, Sohn von Hertha und Gero Wildt, begann 1923 in Berlin mit dem Studium der Physik, Chemie und Astronomie und schloss es 1928 mit der Promotion über den Diffusionslichthof in Photoschichten ab.
Wildt hatte sich auf das Studium von Sternatmosphären und Planetenatmosphären spezialisiert. Er wollte das Arbeitsgebiet Astrochemie begründen. 1931 bis 1934 identifizierte er anhand von Absorptionen im infraroten Spektrum des Jupiters und des Saturns das Vorhandensein von gasförmigem Ammoniak und Methan. Bei Uranus und Neptun wies er Methan nach. Er entwickelte Modelle über den inneren Aufbau der großen Gas-Planeten.
Von 1928 bis 1929 war er Assistent an der Sternwarte Bonn bei Arnold Kohlschütter, von 1930 dann bis 1933 Assistent an der Sternwarte Göttingen bei Hans Kienle.
Während Kienle seine weitere Laufbahn tatkräftig unterstützte, wurde er von einflussreichen NSDAP-Stellen in Göttingen als „politisch unzuverlässig“ eingestuft. Deshalb sah Wildt in Deutschland keine Zukunft und erhielt ab 1. Januar 1935  mit Unterstützung des Astrophysikers Henry Norris Russell ein Rockefeller-Stipendium am Mount Wilson Observatorium in Pasadena. So gelang seine Emigration in die USA. In einem Nachruf berichtet sein Schüler DeMarcus 1977, dass die Nazis Wildts damalige jüdische Freundin in die USA entsandten, um ihn zur Rückkehr nach Deutschland zu überreden. Er habe das Ansinnen zurückgewiesen.
Am 1. Januar 1935 ging er als Rockefeller-Stipendiat unterstützt von Henry Norris Russell an das Mount-Wilson-Observatorium in Pasadena (USA), ab 1936 an das Observatorium in Princeton.
Dort erklärte er 1939 seine wichtigste Entdeckung, den Energietransport in der Photosphäre der Sonne und kalter Sterne über die Bildung und den Zerfall von schwachstabilen negativen H-Ionen, die dort sehr häufig sind. Die Existenz dieses negativ geladenen Ions, das durch Anlagerung eines freien Elektrons an ein neutrales H-Atom entsteht, wurde 1930 von Hans Bethe vorausgesagt und 1950 von Herbert Massey im Labor nachgewiesen. Die notwendigen freien Elektronen kommen aus den Metall-Atomen.
1938 legte er ein Modell vom inneren Aufbau der Gasplaneten vor. Seiner Vorstellung nach hatten diese einen festen erdähnlichen kleineren Kern umgeben von Schichten aus Wassereis, kondensierten Gasen und außen hochkomprimierten Gasen.
1940 beschrieb er den Treibhauseffekt durch Kohlenstoffdioxid auf dem Planeten Venus, der zuletzt durch die Sonde Venus-Express vermessen wurde. 1948 bis zu seiner Emeritierung 1973 arbeitet er als Professor für Astronomie an der Yale-Universität. Nach dem Krieg wirkte er 1947 in Basel und 1951 in Hamburg als Gastprofessor.
Zwischen 1957 und 1965 zog sich ein für ihn schwieriges Wiedergutmachungsverfahren mit deutschen Behörden hin. Dabei wurde er von Prof. Kienle und Prof. Otto Heckmann unterstützt. Am Ende erhielt er rückwirkend ab 1. Oktober 1960 die Bezüge eines emeritierten Professors.
1962 heiratete er Katherine Eldredge.
1966 erhielt er die Eddington-Medaille ausschließlich für seine Deutung des Energietransports in der Sonne. Zuletzt beschäftigte sich Wildt mit dem Flash-Spektrum der Sonne. Er behandelte Sternatmosphären abweichend vom lokalen thermodynamischen Gleichgewicht, eine heute anerkannte Methode.
Seinen Namen tragen der Asteroid (1953) Rupertwildt und der Krater Wildt auf dem Mond, sein schriftlicher Nachlass befindet sich in der Yale-Bibliothek.